# 김효순 (역관)
김효순(金孝舜, 생몰년 미상)은 조선의 역관이다. 1600년 잡과 왜학에 합격하였다.
임진왜란 당시 선조를 호종하던 와중에 파주에서 적에게 포로로 붙잡혔다. 이후 연안성 전투 도중 구로다 나가마사의 진영에서 탈출하여 연안성에 군민들에게 조금만 버티면 왜군들이 철수 할 것이라는 첩보를 전해주는 역할을 맡는다. 전쟁이 끝난 후 1604년, 1607년에 일본에 쇄환사의 일원으로 파견되어 남녀포로 수만명을 쇄환하여 그 공로로 한성판윤에 증직되었다.